# محمد صبح سموحاويدجوجو
محمد صبح سموحاويدجوجو (بالإندونيسية: Muhammad Subuh Sumohadiwidjojo) (من مواليد 22 يونيو 1901 م , و وفيات 23 يونيو 1987 م) زعيم ديني للحركة الدينية الإندونيسية التي تعرف بجماعة سوبود.
1. 1 2  مذكور في: استنادات المكتبة الوطنية الفرنسية. مُعرِّف المكتبة الوطنية الفرنسية (BnF): 13543375q. باسم: Muhammad Subuh Raden Mas Sumohadiwidjojo. المُؤَلِّف: المكتبة الوطنية الفرنسية. لغة العمل أو لغة الاسم: الفرنسية.
2. ↑  مذكور في: فهرس الكندي. مُعرِّف دايموند للأشخاص والهيئات: 45471. باسم: Raden Mas Muhammad Subuh Sumohadiwidjojo.
3. ↑  الوصول: 9 أكتوبر 2017. باسم: Muhammad-Subuh Sumohadiwidjojo. مُعرِّف نفائس المكتبة القومية الأسترالية (NLA Trove): 1222211. مذكور في: الدفين.